# Boro (taal)
Het Boro (Boro: बर '/ बड़), (ook Bodo en Sodia genoemd) is een Sino-Tibetaanse taal in India, die wordt gesproken door de Bodo-bevolking in Noordoost-India, Nepal en Bengalen. Het is een toontaal met dertig fonemen.
Het is een van de 22 regionale talen die erkend worden in de Indiase grondwet. Het is een officiële taal in de autonome regio Bodoland en daardoor een erkende taal in de noordelijke staat Assam. Bodoland ligt zowel in Assam als in India vrij geïsoleerd, aan de noordoever van de Brahmaputra. Ook de taal zelf vormt een barrière met de rest van India: in Assam is het Assamees de lingua franca en als Indo-Arische taal verschilt die sterk van het Boro.
Doordat de bevolkingsgroep zich achtergesteld voelde, is de erkenning van hun taal een politiek geladen kwestie geworden. Deze werd verbonden met de wens tot zelfbeschikking, waarover een gewelddadige strijd is gevoerd. Vanaf de tweede helft van de twintigste eeuw zijn er diverse akkoorden gesloten om het geweld te dempen. In 1963 kreeg de taal voor het eerst officiële erkenning. In ruil daarvoor stelde de overheid vast dat de taal in het Devanagari geschreven zou worden, hoewel velen de voorkeur gaven aan het Latijns schrift. Dat is in de 19e eeuw ingevoerd en wordt nog steeds gebruikt. Ook het Assamees schrift is wel gehanteerd.

## Geschiedenis
Als resultaat van sociaal-politieke ontwaken en bewegingen die sinds 1913 door verschillende Boro-organisaties werden gelanceerd, werd de taal in 1963 geïntroduceerd als instructiemiddel op de basisscholen in door Boro gedomineerde gebieden. Tegenwoordig dient de taal als instructiemiddel tot het secundair niveau en het is een bijbehorende officiële taal in de staat Assam. Boro literatuur worden sinds 1996 aangeboden als postdoctorale opleiding aan de Universiteit van Guwahati. Boroboeken zijn er in de genres poëzie, drama, korte verhalen, romans, biografie, reisverhalen, kinderliteratuur en literaire kritiek. Hoewel er verschillende dialecten bestaan, wordt de vorm die wordt gebruikt in het district Kokrajhar als standaard beschouwd.

## Schrift
Voor zover bekend was het Latijnse schrift het eerste waarin de taal opgeschreven werd, in een gebedenboek uit 1843. Het eerste gebruik van het Assamees/Bengaals schrift was in 1915 (Boroni Fisa o Ayen) en het eerste tijdschrift, Bibar (1924-1940), was drietalig, in Boro, Assamees en Bengaals, met Boro geschreven in Assamees/Bengaals schrift. In 1963 werd Boro als instructiemiddel op scholen geïntroduceerd, waarbij het Assamees schrift werd gebruikt.  In de jaren zestig werd de taal voornamelijk geschreven in het Assamees/Bengaals schrift, hoewel de christelijke gemeenschap Latijn bleef gebruiken voor Boro.

## Fonologie
De taal heeft in totaal 30 fonemen: 6 klinkers, 16 medeklinkers en 8 tweeklanken – met een sterke prevalentie van de niet afgeronde hoge klinker/ɯ. Het Boro is een toontaal; er worden drie verschillende tonen gebruikt: hoog, gemiddeld en laag. Het verschil tussen hoge en lage tonen is duidelijk en heel gewoon.

## Onderwijs
Boro is een verplicht vak tot klas 10 in de stammengebieden van Assam die geen Assamees willen studeren. Het vak is verplicht op alle scholen, ook op die van de Central Board of Secondary Education (CBSE) en Kendriya Vidyalaya Sangathan (KVS). De wetgeving is in de vergadering in augustus 2017 aangenomen.